# Xã Tilden, Quận Berks, Pennsylvania
Xã Tilden (tiếng Anh: Tilden Township) là một xã thuộc quận Berks, tiểu bang Pennsylvania, Hoa Kỳ. Năm 2010, dân số của xã này là 3.597 người.